# Juan Pardo (Pokerspieler)
Juan Pardo Domínguez (* 24. September 1993 in der Provinz Málaga) ist ein professioneller spanischer Pokerspieler. Er gewann 2023 das Super High Roller der European Poker Tour.

## Persönliches
Pardo studierte Sportwissenschaften und Physik in Sevilla. Anschließend zog er nach Cardiff und lebt mittlerweile in Andorra.

## Pokerkarriere
Pardo spielt seit seinem 19. Lebensjahr Poker. Er spielt online unter den Nicknames malaka$tyle (PokerStars), bigpescado69 (partypoker), malakiascf (888poker) und juanpardo99 (bwin). Bei der World Championship of Online Poker auf PokerStars gewann er 2023 zwei Titel.
Seine erste Geldplatzierung bei einem Live-Turnier erzielte Pardo im März 2016 in Madrid. Im April 2018 erreichte der Spanier zwei Finaltische bei Super-High-Roller-Events der partypoker Millions in Barcelona. Dabei belegte er einen zweiten und einen fünften Platz und erhielt Preisgelder in Höhe von 600.000 Euro. Ende April 2018 gewann er bei der European Poker Tour (EPT) in Monte-Carlo ein Side-Event mit einer Siegprämie von über 200.000 Euro. Im Juni 2018 war Pardo erstmals bei der World Series of Poker im Rio All-Suite Hotel and Casino am Las Vegas Strip erfolgreich und kam bei vier Turnieren der Variante No Limit Hold’em in die Geldränge. Im Juni und Juli 2019 gewann er insgesamt viermal das Aria 10K im Aria Resort & Casino am Las Vegas Strip und sicherte sich Preisgelder von mehr als 530.000 US-Dollar. Ende August 2019 setzte sich der Spanier an zwei aufeinanderfolgenden Tagen jeweils bei High-Roller-Events der EPT in Barcelona durch und erhielt aufgrund eines weiteren Finaltischs Preisgelder von mehr als 1,7 Millionen Euro. Bei der EPT in London entschied Pardo im Oktober 2022 das Mystery Bounty für sich und belegte vier Tage später beim Super High Roller den zweiten Platz, was ihm Preisgelder von mehr als 500.000 Britischen Pfund einbrachte. Beim Super High Roller des PokerStars Caribbean Adventures auf den Bahamas wurde er Ende Januar 2023 Vierter und erhielt über 520.000 US-Dollar. Anfang August 2023 belegte der Spanier bei der Triton Poker Series in London einen achten Platz und erhielt 600.000 US-Dollar. Auch beim Main Event der Turnierserie saß er einige Tage später am Finaltisch und sicherte sich als Sechster knapp eine Million US-Dollar. Mitte Oktober 2023 entschied Pardo im nordzyprischen Kyrenia das EPT Super High Roller für sich und wurde aufgrund eines Deals mit seinem Landsmann Vicente Delgado mit knapp 700.000 US-Dollar prämiert.
Insgesamt hat sich Pardo mit Poker bei Live-Turnieren mehr als 9,5 Millionen US-Dollar erspielt.